# Sierra de Picachos
La Sierra de Picachos es una sierra en el estado de Nuevo León, México; es considerada un Área Natural Protegida estatal, una Región Terrestre Prioritaria (RTP) y un Área de Importancia para la Conservación de las Aves. La RTP tiene 1,405 km² de superficie en los municipios de Agualeguas, Cerralvo, Dr. González, Higueras, Marín, Zuazua, Sabinas Hidalgo, y Salinas Victoria; además, está representada en el escudo de Ciénega de Flores. La altitud va de los 400 a los 1,200 metros sobre el nivel del mar. La Sierra de Picachos mide aproximadamente 55 kilómetros de norte a sur y 25 kilómetros de este a oeste, la cumbre alcanza los 1,521 metros sobre el nivel del mar en 26°03′54″N 99°54′56″O / 26.06500, -99.91556. 

## Características
Los principales tipos de vegetación en el ANP son Matorral submontano en el piedemonte y altitudes intermedias (69%) y Bosque de encino en las partes altas (15%). En algunas partes también se encuentra Matorral espinoso tamaulipeco (7%) y Matorral desértico rosetófilo (5%). Además, La Sierra de Picachos es un paradero de fauna migrante y se han identificado 146 especies de pájaros. Predomina el clima semiárido cálido (BSh). Los suelos en el área son Leptosol lítico (81%) y Calcisol pétrico (19%).

## Historia
En 1577 Alberto del Canto descubrió los yacimientos de plata y plomo que llamó Minas de San Gregorio, en la sierra a la que le puso el nombre Sierra de San Gregorio, en aquel tiempo la sierra era habitada por los indios que llamaban Los Borrados, cuya población fue disminuyendo porque muchos fueron capturados como esclavos y otros huyeron. En 1596, en el acta de fundación de Monterrey se menciona la Sierra de San Gregorio como el lugar donde se encuentran el Cacique Pitale y el Cacique Piopi con su gente.

## Conservación
El 24 de noviembre del 2000, el entonces Gobernador Fernando Canales Clariond publicó en el diario oficial del estado la declaratoria de veintitrés áreas naturales protegidas (ANPs), con el objetivo de preservar y restaurar la calidad del medio ambiente en el estado de Nuevo León. Una de las ANPs declaradas fue Cerro Picachos. Según el texto de la declaración:
15. CERRO "PICACHOS" ( 33,602.79 Ha)
Pertenece a la Sierra Madre Oriental, Sierras y Llanuras Coahuilenses. Clima templado, semicálido, subhúmedo con lluvias en verano y 600-700 mm de precipitación promedio anual. Se localiza en el municipio de Sabinas Hidalgo. Altitud: 1,075 msnm. Es un bosque de pino Pinus pseudostrobus y encino Quercus virginiana bordeado por matorral submontano. Fauna característica: murciélago Plecotus mexicanus, oso negro Ursus americanus eremicus, jaguar Felis onca veracrucis, halcón cernícalo Falco sparverius, colibrí latirostre Cynanthus latirostrus, momoto mayor Momotus momota, sapo cavador Rhinophrynus dorsalis, tortuga del fango Kinosternon flavescens flavescens, falsa coralillo Lampropeltis triangulum annulata y cascabel amarilla de cola negra Crotalus durissus.
El 1 de octubre de 2003 se redelimitó el ANP Cerro Picachos para ampliar su protección, creándose el ANP Sierra Picachos con 75,852.55 hectáreas, no toda la extensión de la sierra es considerada ANP, por lo que hay propuestas para ampliar el área protegida.
El 22 de septiembre de 2021 se volvió a ampliar el área en un 131 por ciento, convirtiéndola en la ANP más grande de Nuevo Leon, con 175 mil 305 hectáreas en los municipios de Agualeguas, Cerralvo, Doctor González, Higueras, Marín, Zuazua, Sabinas Hidalgo y Salinas Victoria.
A pesar de los cambios en pro de la conservación de la zona, aun se siguen explotando recursos naturales, y dañando los ecosistemas. Dentro del perímetro de la ANP, se dejaron 600 hectáreas de la pedrera "Matrimar" en una “zona de exclusión”, por lo que puede seguir operando y devastando la sierra. Dicha explotación está acabando con la cuenca hidrológica Agualeguas-Los Ramones la cual tiene una disponibilidad de alrededor de 4 millones de metros cúbicos, pues diariamente se usa hasta 130,000 litros de agua de los arroyos Mojarras, Pescados y Sardinas. Además, está dañando los mantos acuíferos de la sierra de Picachos, la cual es una “fabrica de agua”, pues hay estudios que indican que al año absorbe y produce 52 millones 200,000 metros cúbicos de agua.
Actualmente en el paraje de la Laguna de Higueras, se encuentra el centro IDEAS y la Asociación Ecológica Sierra de Picachos A.C (AESPAC) que abogan por la ampliación de la A.N.P

## Deportes de Montaña

### Montañismo
La Sierra de Picachos es una amplia área natural que conecta con distintos ecosistemas, por lo que muchas de las cumbres en el interior de la sierra son poco o nada frecuentadas. Las cumbres principales son: La Bromelia, Caja Pinta, Pico Picachos, Picacho El Durazno, (Las Hayas) Pico El Gallo, y las cumbres del Pico Nueces, El Nogal y Hierbabuena. Todos ellos preferidos por los deportistas que acostumbran escalarlos. Algunos de sus nombres son atribuidos a alguna vegetación que abunda en el lugar.

#### Pico Picachos
Da el nombre actual al área natural. Se llega por al poblado de Sombreretillo en el municipio de Sabinas Hidalgo, por la carretera libre a Laredo. Es de dificultad moderada y requiere cuerda o botas de agarre para escalar el pico con seguridad, al subir a la cumbre, ofrece una vista a los demás picos cercanos y el poblado.

#### Picacho el Durazno
También llamado "Las Hayas" e igualmente ubicado cerca del poblado de Sombreritillo junto a los demás picos ubicados en ese extremo de la sierra. El sendero es marcado con listones rojos y azules después de pasar por una cascada, atraviesa un cañón hasta comenzar a escalar la cumbre. Es de dificultad moderada y requiere cuerda.

#### El Nogal
Se encuentra junto a la cumbre El Durazno, y es la de menor altura en la zona, solo basta rodear por la base y subir hasta la cima donde hay una antena. Es de dificultad sencilla y no requiere equipo adicional.

#### Hierbabuena
Esta al lado de El Nogal, requiere mayor experiencia en montañismo, así como buen equipo de cuerdas, botas y guantes para escalar. Es el de mayor dificultad en la zona.

#### Pico La Bromelia y Pico Caja Pinta
Se encuentran en los límites del municipio de Higueras con Cerralvo. El nombre se debe a las bromelias, flores epífitas que cuelgan de algunas especies locales y que sólo ven florecer en torno al inicio de primavera y abundan en las veredas de la sierra. La Bromelia es la cumbre más alta de la sierra y es apreciable incluso desde el área metropolitana. Inicia el camino desde Higueras subiendo la montaña con una vereda de grava por lo que se recomienda ir en un vehículo todo terreno para no atascarse, el sendero está bien marcado y llega a un pequeño rancho. No requieren equipo adicional y son de dificultad moderada. El pico Caja Pinta está junto a La Bromelia, con menos altitud, se llega por la misma ruta y luce una estructura cónica. 

#### El Infiernillo y Mesa de Gutiérrez
Inicia después calle Allende en Higueras, sube a través de las faldas del cerro hasta llegar a al rancho del infiernillo, después se llega a una meseta ofreciendo una vista a las cumbres principales. El camino continua y pasa en los costados de tres de los picos de Higueras, para unirse con otros caminos al interior de los bosques. Se puede ir a pie, motocicleta o vehículos de excursión.

#### Los Picos/Camajan
Se sitúa al noroeste de La Bromelia y Caja Pinta, en el municipio de Higueras, cerca de la localidad del Camajan.

#### Otras Cumbres
- Pico Nueces.
- El Gallo.

### Ciclismo de Montaña
Se han organizado múltiples eventos de ciclismo y trail running en las faldas y al interior del área natural, algunos organizados por la AESPAC (Asociación ecológica de la Sierra de Picachos A.C) y el centro IDEAS a favor de la protección de la sierra y su diversidad. En Higueras se realiza el "Picachos Adventures Outdoor Fest", una carrera de ciclismo de montaña, que tiene como objetivo principal promover el turismo deportivo y ecoturismo en la Sierra de Picachos, es organizada por el equipo Esport y la AESPAC. En 2014 recorrieron desde el paraje de "La Laguna" hasta "Los Picos", cerca de la localidad del Camajan. Su cuarta y última edición fue en 2017.

## Actividades económicas
En los siglos XVII y XVIII hubo actividad minera en el área, realizada principalmente por gambusinos, aunque las tribus indígenas dificultaron la actividad.
La mayor parte de la tierra en el área protegida es de propiedad privada, pero el impacto humano aún es relativamente leve, la agricultura ocupa el 4% de la superficie de la Sierra de Picachos. Aún después de ser declarada ANP, se han realizado actividades incompatibles con la conservación, que han sido denunciadas reiteradamente.

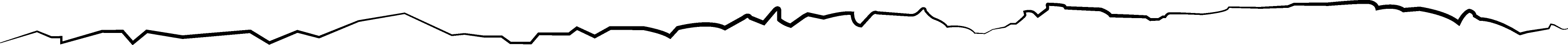
Silueta que identifica la Sierra de Picachos.